# Lábbeli
A lábbeli (angolul footwear), a lábat védő készítmények gyűjtőneve.
Ősi alakja a talp alá kötött fa, kéreg vagy bőr volt; ebből fejlődött idővel a bocskor, cipő, csizma. Alakja a századok folyamán nagyon változott, részint a célszerűség, de gyakran a divat szerint is. Így a tompaorrú cipőket a középkor végén a csőrsaru váltotta fel, gyakran fél méter hosszú orral, amelyet felkötöttek. A 16. században divattá lett a magassarkú cipő. 

## Magyarországon
Magyarországon régen az asszonyok erősen kivágott cipőt, a férfiak sarut, rövid csizmát hordtak. Használatos volt a török, felkunkorodott orrú és a gyulai papucs is. Ősi magyar lábbeli volt a csizma, sarkantyúval, ennek könnyű, legyűrt szárú kiadása volt a szekernye; a köznép bocskort vagy szőrből vert botost viselt. 
A lábbeli gyakran a hatalom, illetve méltóság jelképe volt, viszont a lábbeli hiánya az alázat, illetve megszégyenülés jele, a középkorban pl. a vádlott mezítláb állt bírái elé, az egyházi átoktól sújtott mezítláb járt, vezeklők, zarándokok, egyes szerzetesrendek tagjai mezítláb, illetve a mezítlábasságot jelző egyszerű szíjas saruban járnak. Keleten bizonyos szent helyekre csak mezítláb szabad lépni. 

## Fajtái
Bocskor, Cipő, Csizma, Flipflop, Geta, Gyermekcipő, Heelys, Kalucsni, Kothornosz, MBT terápiás lábbeli, Mokaszin, Opanak, Supinált cipő. Tánccipő, Tornacipő